# Ольшаковський Ігор Михайлович
Ігор Михайлович Ольшаковський (нар. 23 жовтня 1961, м. Теребовля, нині Україна) — український господарник, меценат. Заслужений працівник промисловості України (2009).

## Життєпис
Ігор Ольшаковський народився 23 жовтня 1961 року у місті Теребовлі, нині Теребовлянської громади Тернопільського району Тернопільської области України.
Закінчив Київський інститут харчової промисловості (1983, нині Національний університет харчових технологій). Учень професора Петра Шияна.
Працював: техніком-хіміком, інженером технологом Жовтневого (нині Кобиловолоцький, Тернопільський район) спиртозаводу; майстром, старшим майстром[джерело?], начальником відділу МТЗ Теребовлянської взуттєвої фабрики; головним інженером Бучацького мальтозного заводу; директором Марилівського спиртового заводу (1993—2011[джерело?]); нині — директор ТОВ «Органіка»[джерело?].

## Нагороди
- Заслужений працівник промисловості України (2009)[1],
- переможець галузевого конкурсу в номінації «Кращий директор підприємства в галузі» (2002),
- Почесна грамота Кабінету Міністрів України (2002)[3],
- Подяки Кабінету Міністрів України (2008, 2010), Міністерства аграрної політики України та Тернопільської ОДА «Кращий роботодавець року» (2002)[джерело?].